# Travian
Травиан е немска уеб базирана игра, разработена от Travian Games GmbH.
Играта предоставя възможността да се играе с 3 антични раси, като това става в реално време. Травиан има 3 версии на английски език, оригиналната на немски, както и е преведена на още 40 езика със 7 милиона играчи в над 380 сървъра по света. През 2006 година играта печели награда за най-добра браузър игра на годината.
Травиан е разработен на уеб езика PHP и работи с едни от най-модерните браузъри като Camino, Firefox, Internet Explorer, Safari и Google Chrome. Тя е първата игра, която е станала приложима за игра на мобилните телефони. Когато се играе на мобилен телефон, тя използва Java.

## Играта

### Ресурси
В Травиан съществуват четири ресурса – дърво, глина, желязо и жито. Във всеки град има 18 ресурсни полета, които могат да бъдат развивани до ниво 10 (с изключение на столицата, където полетата са до 20 ниво)

### Сгради
В центъра на всеки град се намира мегданът, където играчите строят сгради. Те са много и различни, но общо се делят на три групи: ресурсни, военни и инфраструктура.

### Градове
Всеки играч може да основава нов град, когато резиденцията/дворецът му в текущия град достигне ниво 10, съответно може да основава следващ с нова резиденция ниво 10 или да увеличи нивото на двореца до 15 или на резиденцията до ниво 20 и т.н. Градът, в който играчът построи дворец и обяви за столица, се превръща в негова столица. Може да се основе различен град като има много възможности.

### Раси
- Галите са защитната раса в играта, като много защитни сгради и силна защита на единиците позволяват защита и сигурност.
- Тевтонците са пълна противоположност на галите, като силата им е в атаката. С минимална защита, но силни и смели войни, те са народът, който разчита предимно на атака.
- Римляните са най-рентабилната раса, като притежават редица предимства от другите две раси, но за сметка на това са далеч по-скъпи.

Все пак, всеки може да играе като защитник, с който и да е народ.
- Натарите са легендарния изчезнал четвърти народ, у когото се пазят свитъците с плановете за чудо на света. С идването им започва финалния етап на играта.

## Цел
Целта на Травиан е да се построи „Чудото на света“ до 100-тното ниво и да се играе в екип. Чудото на света изисква много ресурси, за да бъде завършено, но веднъж сторено – играта свършва и печелившият алианс е съобщен. За да го построи, играчът трябва да превземе натарски град, а след това и план за строеж на чудото (артефакт).
Съществува статистика, която определя ранкинга според: количество откраднати ресурси, атака, защита и строеж. Играчите могат да получат медал за съответната дисциплина.

## Алианси
Играта е колективна и без алианс няма победа. Трудно може да оцелее сам играч.
Можете да се обменят ресурси с хора от същия алианс, както и извън него. Също така, играчът има възможността да подкрепя съотборниците си със своята армия.
С помощта на клана може да се разглежда информация за нападенията. В един такъв може да има само 60, но е честа практика да се създават т.нар. „крила“, които са в допълнение към главния клан и са в съюз. Играчът не трябва да напада съкланници (със сини квадратчета на картата), съюзници (със зелени) или играчи, с които има сключен NAP (в синьозелено на картата)
Съществуват 2 вида коалиции: съюз и НАП (идва от NAP и означава, че клановете са неутрални един към друг и като такива няма да се атакуват).

## Край на играта
След завършването на чудото, играта приключва и започва нов сезон или ново начало.